# Lene Cecilia Sparrok
Lene Cecilia Sparrok (Namsskogan, 6 de outubro de 1997) é uma atriz norueguesa. Ela é mais conhecida pelo filme Sameblod de Amanda Kernell, pelo qual ganhou o Prêmio Guldbagge de Melhor Atriz.

## Filmografia parcial
- 2016: Sameblod ... Elle Marja